# 古楼乡 (洞口县)
古楼乡，是中华人民共和国湖南省邵陽市洞口县下辖的一个乡镇级行政单位。

## 行政区划
古楼乡下辖以下地区：
相山村、七渡村、青草村、古楼村、市子村、陶金村、盐井村、古石村和金坪村。